# Амброжевич
Амброжевич (Вуж, пол. Ambrożewicz, Wąż) – шляхетський герб, різновид герба Байбуза.

## Опис герба
Опис згідно з класичними правилами блазонування:
В червоному полі чорний спис вістрям вниз пробиває голову срібної змії, яка обвита навколо всього списа. 
Клейнод: три пера страуса. 
Намет червоний, підбитий сріблом.

## Найбільш ранні згадки
З 1670 року йде згадка про Давида Станіслава Амброжевича, секретаря королівського.

## Роди
Амброжевичі.

## Дивись також
- герб Bajbuza